# Acrotomus albidulus
Acrotomus albidulus là một loài tò vò trong họ Ichneumonidae.